# 吹替の力
『吹替の力』（ふきかえのちから）は、ワーナー・ホーム・ビデオが展開するビデオソフトシリーズ。

## 商品内容
ワーナー・ブラザースの作品で、セルVHSやBlu-ray、DVD、また各テレビ局の映画番組で使用された日本語吹き替えを収録して販売するシリーズ。同趣旨のシリーズとしてユニバーサル・ピクチャーズの『思い出の復刻版』、20世紀FOXの『吹替の帝王』、コロンビア ピクチャーズの『吹替洋画劇場』などが存在する。元々は20世紀FOXが開始した『吹替の帝王』シリーズのヒットにより、20世紀FOXのリクエストライブラリーに『沈黙の戦艦』、『暴走特急』などのワーナー・ブラザース作品のテレビ版吹き替え版ソフト化を望む声が多く寄せられたため、それを切っ掛けに始動したシリーズとされる。2021年発売の『ウエスト・サイド物語』以降、20世紀FOXより版権を引き継いだMGM作品もラインナップに加わった。
他の同趣向のシリーズなど、テレビ版吹き替えを採用している映像ソフトの多くは、放送尺の都合でカットされたシーンは字幕で対応するのに対して、本シリーズは吹き替えの欠落している部分に当時と同じ声優陣を可能な限り集めて追加録音をしている作品が多い。但し、現存する全てのバージョンが収録されるとは限らず、作品によっては一部吹き替えが未収録となっている。日曜洋画劇場の吹き替えを採用している『沈黙の戦艦』『暴走特急』では、初回放送当時の淀川長治による解説を収録した特典映像DVDが付属。『戦略大作戦』以降は縮刷ポスターや俳優及び声優のフォトカードなども同梱される（いずれも初回生産分のみ）。
2014年12月に第1弾となる5作品が同時発売されて以降、長らく続報が途絶えていたが、2016年9月にシリーズの発売が再開。以降は他の同趣向のシリーズと比べて短いスパンで発売されている。
2018年発売の『マトリックス トリロジー』と『2001年宇宙の旅』の4Kリマスター版ブルーレイや、2022年発売の『マッドマックス アンソロジー メタルケース&スチールブック仕様』、『カサブランカ』4K ULTRA HD & ブルーレイセットも新たにテレビ版吹替を収録した商品だが当シリーズには含まれていない。

## ラインナップ
（出典）
| 発売日         | 作品名                     | 収録吹替（主演声優）                                                                             | 備考  |
| -------------- | -------------------------- | ------------------------------------------------------------------------------------------------ | ----- |
| 2014年12月23日 | 沈黙の戦艦                 | テレビ朝日版＋追加録音（大塚明夫） ソフト版（玄田哲章）                                          |       |
| 2014年12月23日 | 暴走特急                   | テレビ朝日版＋追加録音（大塚明夫） ソフト版（玄田哲章）                                          | [ 3 ] |
| 2014年12月23日 | デモリションマン           | テレビ朝日版＋追加録音（ささきいさお） ソフト版（玄田哲章）                                      |       |
| 2014年12月23日 | コブラ                     | テレビ朝日版＋追加録音（ささきいさお） TBS版（羽佐間道夫）                                       |       |
| 2014年12月23日 | イレイザー                 | 日本テレビ版（玄田哲章） ソフト版（屋良有作）                                                    |       |
| 2016年9月7日   | 戦略大作戦                 | フジテレビ版（山田康雄）                                                                         |       |
| 2016年10月19日 | アマデウス                 | テレビ朝日版＋追加録音（日下武史／水野龍司、三ツ矢雄二） LDコメンタリー（納谷悟朗、納谷六朗）    | [ 4 ] |
| 2017年1月25日  | ベン・ハー                 | フジテレビ版（納谷悟朗） テレビ東京版＋BSジャパン追録版（磯部勉）                                |       |
| 2017年6月7日   | タワーリング・インフェルノ | フジテレビ版（宮部昭夫、川合伸旺） 日本テレビ版（宮部昭夫、井上孝雄）                            |       |
| 2017年9月20日  | ブレードランナー           | ザ・シネマ版（磯部勉） TBS版（堀勝之祐）                                                         |       |
| 2017年11月8日  | フルメタル・ジャケット     | 本商品で初公開となる吹替版（利重剛）                                                             |       |
| 2018年6月6日   | ブリット                   | テレビ朝日版＋WOWOW追録版（内海賢二／落合弘治）                                                  |       |
| 2018年6月6日   | ゲッタウェイ               | フジテレビ版（宮部昭夫） テレビ朝日旧版（内海賢二） テレビ朝日新版＋WOWOW追録版（磯部勉）        |       |
| 2020年10月9日  | グーニーズ                 | ソフト版（浪川大輔） TBS版（藤田淑子）                                                           | [ 5 ] |
| 2021年12月3日  | ウエスト・サイド物語       | 旧TBS版（大竹しのぶ、国広富之、沢田研二） 新TBS版＋WOWOW追録版（堀江美都子、大塚芳忠、山寺宏一） |       |
| 2022年6月3日   | 雨に唄えば                 | フジテレビ版（井上孝雄）                                                                         |       |

## 発売中止タイトル
（出典）
| 発売日   | 作品名                   | 収録吹替（主演声優）                                                             | 備考 |
| -------- | ------------------------ | -------------------------------------------------------------------------------- | ---- |
| 2018年冬 | レッド・ブロンクス       | フジテレビ版＋追加録音（石丸博也） テレビ東京版（石丸博也） ソフト版（石丸博也） |      |
| 2018年冬 | ファイナル・プロジェクト | フジテレビ版＋追加録音（石丸博也） ソフト版（石丸博也）                          |      |